# Ida von Plomgren
Ida Amalia von Plomgren (9 septembre 1870 – 26 mars 1960) est une féministe, écrivaine et administratrice suédoise, et l'une des premières championnes suédoises de fleuret. Elle est surtout connue de ses amis sous son surnom « Plom ».

## Jeunesse
Ida Amalia von Plomgren est née le 9 septembre 1870 dans le manoir Måstena dans le comté de Södermanland, en Suède, propriété de sa famille paternelle von Plomgren depuis 1755. Elle est la plus jeune fille de la baronne Lotten von Plomgren (en) (née Liljencrantz) et du colonel Erland von Plomgren,. Sa tante maternelle est Jaquette Liljencrantz (en), une écrivaine, journaliste, militante des droits des femmes et socialiste danoise d'origine suédoise.

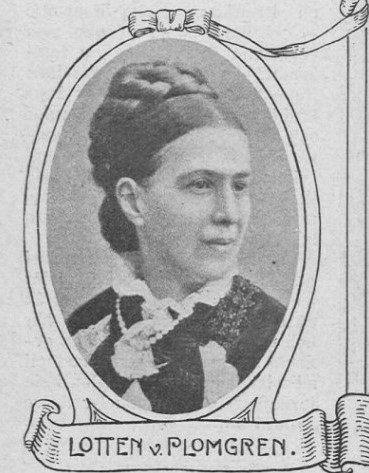
Lotten von Plomgren

## Carrière
Ida von Plomgren est employée au bureau de l'association Fredrika Bremer (en) en 1900. Souvent abrégée en FBF, c'est la plus ancienne organisation de défense des droits des femmes en Suède, fondée en 1884. Plomgren y travaille tout au long de sa carrière, notamment comme secrétaire de 1916 à 1937. Elle devient ensuite responsable du bureau d'orientation professionnelle de la FBF. Elle est membre du conseil d'administration de 1917 à 1942 et présidente de la succursale de Stockholm de 1931 à 1938. En 1934, Plomgren réalise un film publicitaire sur la FBF, scénarisé par Margareta von Konow (en). Plomgren raconte jusqu'où la lutte pour les droits des femmes a progressé et a partagé certains domaines d'activité de l'organisation. Cela comprend une visite au bureau de la FBF à Klarabergsgatan 48, où Plomgren plaisante en disant que son panneau de porte devrait indiquer « Posez-moi des questions sur tout, car c'est ce que font les Suédois ».
Plomgren est élue à la Nya Idun (en) Society en 1907. Elle est secrétaire de la société de 1918 à 1921, puis présidente de 1921 à 1935.
Pendant son temps libre, Plomgren est également impliquée dans un certain nombre d'organisations. Elle est active au sein du club d'escrime féminin de Stockholm, fondé en 1905 par Janken Wiel-Hansen (en). Plomgren est secrétaire du club depuis sa fondation en 1905 jusqu'en 1923, puis vice-présidente de 1923 à 1938. Elle devient championne de Suède en fleuret en 1909, l'une des premières femmes en Suède à atteindre ce niveau dans ce sport. Elle est également présidente du Stockholm Lyceum Club de 1921 à 1927, membre du conseil d'administration du collège agricole de Rimforsa de 1922 à 1936, et secrétaire et trésorière de l'association Vaksamhet (en) à partir de 1927.
Plomgren écrit des articles dans des journaux et des magazines, notamment dans le magazine féministe Hertha,. Elle écrit plusieurs pièces pour Nya Idun en collaboration avec Annie Bergman (en), dont une parodie de Mozart, Figges bröllop en 1933 et Den gudomliga äppelkompotten en 1935 dans le cadre du 50e anniversaire de l'organisation. Elle écrit également des pièces de théâtre pour le Stockholm Women's Fencing Club. Wiel-Hansen joue dans plusieurs pièces écrites par Plomgren, à la fois pour le Stockholm Women's Fencing Club et dans Nya Idun.

## Reconnaissance
Plomgren reçoit le Illis quorum de la huitième grandeur en 1934 et la médaille d'or de la Société royale patriotique suédoise en 1941.

## Vie personnelle
Ida von Plomgren et Janken Wiel-Hansen (en) partagent une maison et vivent à la même adresse pendant au moins les 15 dernières années avant la mort de Wiel-Hansen en 1938,,. Le couple voyage ensemble à plusieurs reprises, notamment en Bavière et en Norvège. Plomgren est l'unique bénéficiaire du testament de Janken Wiel-Hansen, rédigé peu de temps avant sa mort et lui survit 20 ans.
Ida von Plomgren décède à Stockholm le 6 mars 1960.